# Округ Ист Карол (Луизијана)
Ист Карол (енгл. East Carroll Parish) је округ у америчкој савезној држави Луизијана.

## Демографија
По попису из 2010. године број становника је 7.759, што је 1.662 (-17,6%) становника мање него 2000. године.
| Група             | 2000.         | 2010.         |
| Белци             | 2.933 (31,1%) | 2.198 (28,3%) |
| Афроамериканци    | 6.339 (67,3%) | 5.356 (69,0%) |
| Азијати           | 31 (0,3%)     | 44 (0,6%)     |
| Хиспаноамериканци | 112 (1,2%)    | 127 (1,6%)    |
| Укупно            | 9.421         | 7.759         |